# Hans Joachim Alpers
Hans Joachim Alpers (14 de julio de 1943 en Bremerhaven–16 de febrero de 2011 in Niebüll) fue un editor y escritor alemán. Ha publicado con su nombre, pero también con los seudónimos Jürgen Andreas, Thorn Forrester, Daniel Herbst, Gregory Kern, Mischa Morrison, P.T. Vieton y Jörn de Vries varias novelas de ciencia ficción y fantasía.
Hans Joachim Alpers, tras estudiar ingeniería naval en Bremen, estudió en la Universidad de Hamburgo ingeniería mecánica, ciencias políticas y pedagogía.
En 1969 ya era editor de antologías de ciencia ficción en varias publicaciones (como Droemer-Knaur y Moewig). Después fue redactor principal y editor del «Science Fiction Times»; redactor de «Comet» (1977/1978 junto a Ronald M. Hahn y Werner Fuchs); redactor de la revista „Wunderwelten“; redactor y editor de «Parsek« (1990, junto a Gerd Maximovic); editor y traductor del inglés de varias antologías, y agente literario.
Ha escrito bajo diferentes pseudónimos mucho radioteatro, literatura de no ficción y relatos cortos. En 1984 cocreó el juego de rol Das Schwarze Auge. Ha sido galardonado con el premio Kurd-Laßwitz-Preis. Vivió en Hamburgo.